# Pirra (ciudad)
Pirra (en griego antiguo Πύρρα) fue una antigua ciudad de Lesbos. Limitaba al norte con Metimna y al este con Mitilene, de la que distaba 25 km. Teofrasto habla del bosque de pinos de Pirra que separaba ambas polis. Su territorio abarcaba la costa meridional del Golfo de Kalloni (ὸ Πυρραîος εὓριποϛ) y cubría una extensión de unos 250 km². El gentilicio es pirreo (Πυρραîος).
Sus ruinas están cerca de Polichnitos.

## Historia
Alceo se refugió en Pirra cuando fue exilado de Mitilene.
Pirra era miembro de la Liga de Delos. Como las otras polis lesbias contribuía a ella con barcos, en lugar de pagar tributo (phoros).
En el año 428 a. C., los pirreos se alinearon junto con los antiseos y eresios con los mitileneos cuando hicieron defección de los atenienses. Los tenedios, los metimneos y algunos mitileneos denunciaron a los atenienses que intentaban un sinecismo de las ciudades de la isla. Pirra, Antisa y Ereso estaban dispuestas al sinecismo y a separarse de Atenas. Según Moggi se trataría únicamente de un proyecto a nivel político, y no a escala  urbanística ni demográfica.  Tras la infructuosa ofensiva de Mitilene contra Metimna, y antes de que los atenienses asediaran su ciudad, los mitileneos se retiraron hacia Antisa, Pirra y Ereso, y después de asegurar la situación en estas ciudades y de reforzar las murallas, regresaron a su ciudad El general ateniense Paques sojuzgó Ereso y Pirra. En esta última estaba escondido el espartano Saleto, al que capturó. En 427 a. C., tras la toma de Mitilene, los atenienses capturaron todas las poblaciones sujetas a los mitileneos.
Pirra, Mitilene y Quíos se rebelaron en 412 a. C. Astíoco, navarco lacedemonio, navegó desde Céncreas hasta Lesbos para prestar ayuda a estas ciudades. Llegó a Pirra y al día siguiente a Ereso, donde fue informado de que Mitilene había caído. Los atenienses tras vencer a los trirremes quiotas en el puerto, desembarcaron, derrotaron en una batalla a los mitileneos, y tomaron la ciudad. Pirra y las ciudades lesbias sublevadas fueron recuperadas por los atenienses poco después. En 406 a. C. era aliada de Esparta. A Pirra se retiraron las fuerzas espartanas terrestres cuando Eteónico, que estaba sitiando Mitilene, se enteró de la derrota de los peloponesios en la Batalla de Arginusas.
En la primavera del 389 a. C. el strategos ateniense Trasíbulo zarpó hacia Jonia, el Quersoneso tracio y Lesbos con una flota de 40 trirremes. Una tempestad hizo que perdiera 23 naves del total, que habían fondeado en Ereso. Después de conquistar Metimna, se apoderó de Ereso, Antisa y Pirra.
Formó parte de la Segunda Liga ateniense. Los representantes de Pirra en el sinedrión están atestiguados para los años 368-367 a. C.
A finales del sigo IV a. C., Menedemo de Pirra, un miembro de la Academia de Platón, a instancias de su madre volvió a la ciudad para asesorar a los pirreos sobre su constitución.
En 333 a. C., el almirante Memnón de Rodas, financiado por rey persa Darío III, reunió un ejército de mercenarios y equipó 300 naves. Sometió Quíos, después navegó hasta Lesbos y dominó fácilmente Antisa, Metimna, Pirra y Ereso. A Mitilene, tras un asedio de muchos días y sufrir muchas bajas, la conquistó por la fuerza con dificultad. Mediante un acuerdo pacífico los macedonios recuperaron las ciudades pequeñas de Lesbos el año siguiente.
Con el catastrófico terremoto del 231 a. C. Pirra fue destruida, y su territorio se convirtió en parte del de Mitilene. Por Tucídides se sabe que las fortificaciones de Pirra fueron reforzadas en 428-427 a. C. El puerto es mencionado en el Periplo de Pseudo-Escílax 97. 
En la época de Estrabón ya estaba en ruinas. Según el geógrafo el suburbio estaba habitado y «tenía un puerto desde el cual hay un paso por las montañas de ochenta estadios hasta Mitilene».
Pirra acuñó monedas de bronce en el siglo IV a. C., tal vez comenzó c. 370 a. C. En el anverso era representada la cabeza de la ninfa Pirra, y en el reverso una cabra. Figuraba la leyenda ΠΥΡ o ΠΥΡΡ.

## Arqueología
En la acrópolis y la ciudad baja quedan restos del asentamiento, murallas defensivas y tumbas que datan de finales del siglo X a. C. Según Koldewey, las murallas encerraban un área de 9,5 ha. Excavaciones a pequeña escala llevadas a cabo por Bohlau en Pirra cerca de cien años atrás, pusieron al descubierto un edificio absidial, probablemente un santuario. Se han hallado numerosas tumbas del final de la época clásica y de la helenística. El aumento del nivel del mar ha cubierto algunos de los edificios de la costa, entre ellos varios identificados como tinglados de barcos, de fecha desconocida. La fecha del templo jónico pseudoperíptero encontrado en Messon, cerca de la entrada del Golfo de Kalloni, es discutida; es probable que se construyera a finales de la época clásica o en la helenística. Pfrommer sugiere la primera mitad del siglo III a. C. sobre la base de la decoración arquitectónica.